# Río Negro (Álbum de Juan Perro)
Río Negro es el quinto álbum solista de Santiago Auserón, conocido como Juan Perro. Editado en 2011, en formato digital de disco compacto digipak contiene doce canciones.

## Edición CD
| Río Negro |                       |                  |          |  |
| N.º       | Título                | Escritor(es)     | Duración |  |
| 1.        | «Río Negro»           | Santiago Auserón | 3:14     |  |
| 2.        | «Pies en el Barro»    | Santiago Auserón | 2:25     |  |
| 3.        | «Malasaña»            | Santiago Auserón | 3:05     |  |
| 4.        | «Duerme zagal»        | Santiago Auserón | 3:05     |  |
| 5.        | «Reina zulú»          | Santiago Auserón | 4:02     |  |
| 6.        | «Una bestia que ruge» | Santiago Auserón | 3:06     |  |
| 7.        | «Poco talento»        | Santiago Auserón | 2:59     |  |
| 8.        | «El mirlo del pruno»  | Santiago Auserón | 4:07     |  |
| 9.        | «Girasoles robados»   | Santiago Auserón | 4:40     |  |
| 10.       | «La nave estelar»     | Santiago Auserón | 4:52     |  |
| 11.       | «Pájaro de Siracusa»  | Santiago Auserón | 4:08     |  |
| 12.       | «El forastero»        | Santiago Auserón | 3:10     |  |
| 43:00     |                       |                  |          |  |

## Créditos
- Voz y guitarra eléctrica – Santiago Auserón
- Guitarra eléctrica y acústica – Joan Vinyals
- Bajo eléctrico – Isaac Coll
- Batería – Moisés Porro
- Teclados – Javier Mora

Masterizado por Steve Fallone en "Sterling Sound, Nueva York